# جون كاتلن
جون كاتلن هو قاضي وشخصية أعمال ومحامي وسياسي أمريكي، ولد في 13 أكتوبر 1803 في أورويل في الولايات المتحدة، وتوفي في 4 أغسطس 1874 في إليزابيث في الولايات المتحدة. نشط حزبياً في الحزب الديمقراطي. وقد انتخب Governor of Wisconsin Territory ‏ (23 يونيو 1848 – 3 مارس 1849).